# Żarki (województwo małopolskie)
Żarki – wieś sołecka w Polsce, położona w województwie małopolskim, w powiecie chrzanowskim, w gminie Libiąż. Według najnowszej aktualizacji granic mezoregionów fizycznogeograficznych Polski przygotowanej przez PAN, wieś położona jest na utworach południowej Wyżyny Krakowsko-Częstochowskiej tj. na Garbie Tenczyńskim oraz w Dolinie Górnej Wisły.
W pobliżu wsi przepływa rzeka Wisła, ona też stanowi jej południową granicę; oraz Chechło, które z kolei jest jej wschodnią granicą. Centralna część miejscowości położona jest na terenie Zrębowych Pagórów Libiąskich, części Bloku Płaziańskiego i zarazem Garbu Tenczyńskiego.  Według Mieczysława Klimaszewskiego i Jerzego Kondrackiego oraz geografów związanych z Uniwersytetem Śląskim Zrębowe Pagóry Libiąskie stanowią część większej jednostki geomorfologicznej (Pagórów Jaworznickich), którą uznają za część  Wyżyny Śląskiej. Od wschodu miejscowość graniczy z otuliną Tenczyńskiego Parku Krajobrazowego. Oprócz tego przebiega tam zielony i czerwony szlak turystyczny oraz czerwony (libiąski) i niebieski (babicki) szlak rowerowy, a także droga wojewódzka nr 780.

## Integralne części wsi
| przysiółki | Bębenki, Zagórcze Duże, Zagórcze Małe, Ziajki                                                                                          |
| części wsi | Dudki, Gronówek, Gródek, Guciki, Koniec Kosowski, Olszynka, Podlesie, Sołtystwo, Struga, Zachardzinie, Za Gościńcem, Zarośle, Za Strug |

W granicach Żarek znajduje się dawna miejscowość Ostropole.

## Historia
Według tradycji ustnej, od XIII wieku Żarki oraz sąsiednie miejscowości zamieszkiwała ludność napływowa zajmująca się pasterstwem i hodowlą bydła nazywana cabanami. Wywodziła ona swoje pochodzenie od pasterzy (czabanów), którzy przybyli na ziemie Małopolski wraz z najazdem Tatarów w 1241 roku. Społeczność ta z czasem przyjęła osiadły tryb życia i zasymilowała się z Polakami. Zachowała jednak do XX wieku pewne swoje tradycje i utrzymywała własną odrębność kulturową.
W przeszłości wieś należała do klucza lipowieckiego.
Wieś biskupstwa krakowskiego w powiecie proszowickim w województwie krakowskim w końcu XVI wieku.
W latach 1975–1998 miejscowość należała administracyjnie do województwa katowickiego.

## Zabytki
Obiekty wpisane do rejestru zabytków nieruchomych województwa małopolskiego.
- Młyn wodny,
- Cmentarzysko kultury łużyckiej.

## Galeria zdjęć

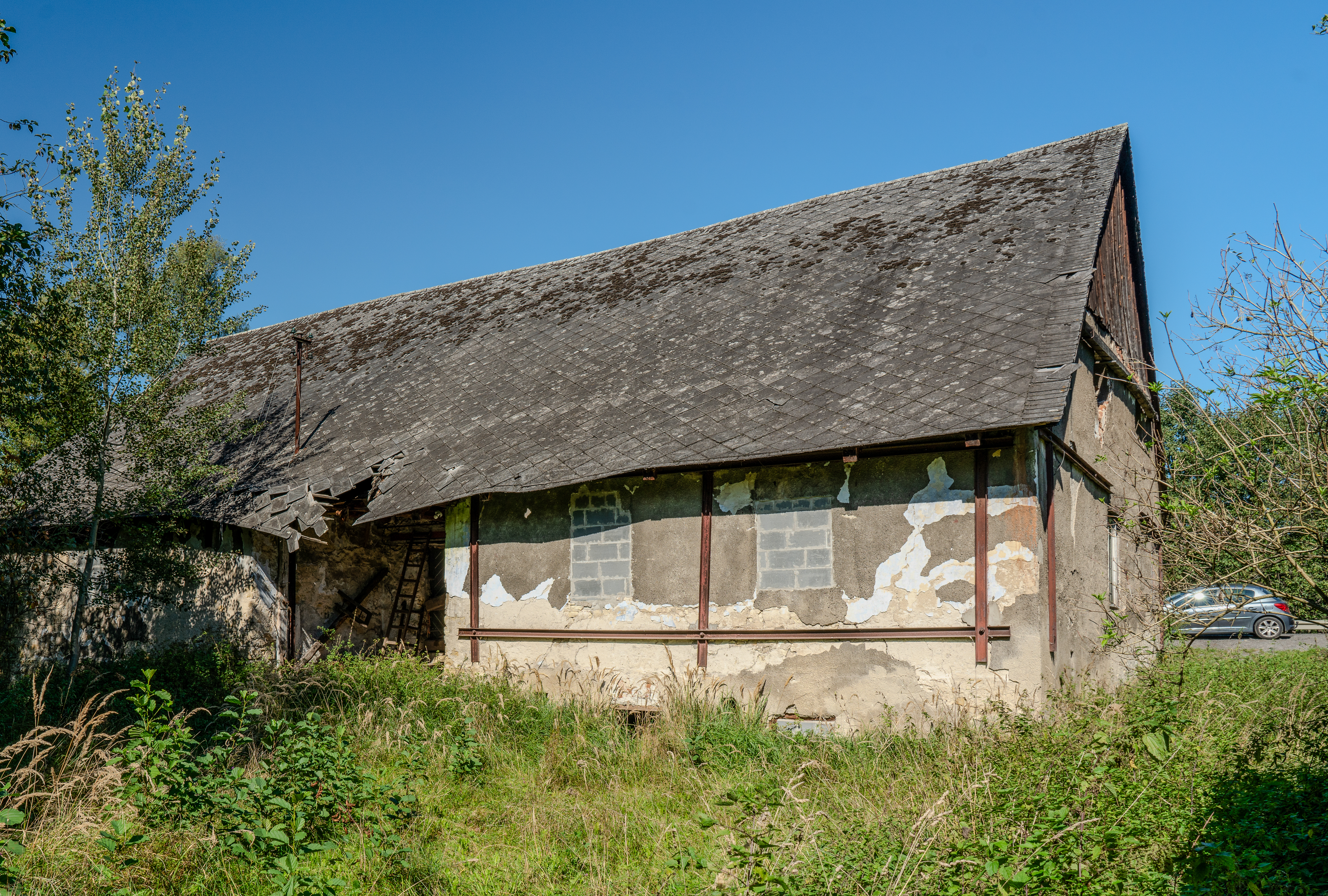
Młyn wodny
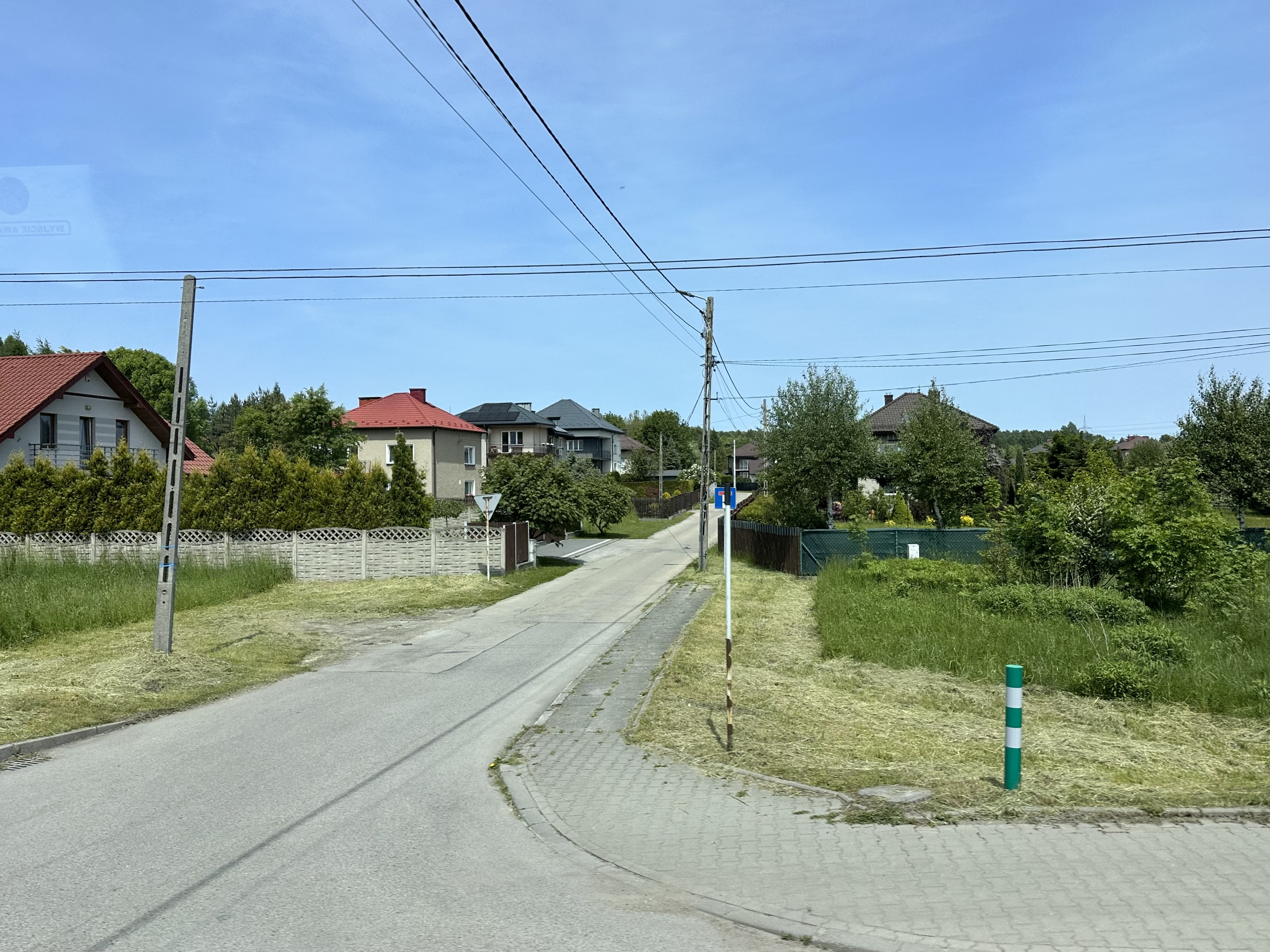
Fragment miejscowości

## Etnografia
Ludność Żarek i okolic zaliczana jest przez etnografów do grupy Krakowiaków Zachodnich. Maria Przeździecka, współautorka monografii powiatu chrzanowskiego, przypisała dawnych mieszkańców tej wsi do czwartej – zachodniej podrupy terytorialnej używającej krakowskiego stroju regionalnego. Cechą charakterystyczną tego stroju w Żarkach był używany zamiast kożuchów tzw. "kapuzdrak" czyli długi płaszcz.
Fonetyczne zapisy tekstów gwarowych mieszkańców tej wsi sprzed stulecia zamieszczono w pracy Piotra Jaworka pt. „Gwary na południe od Chrzanowa“ (1920). W zgodnej opinii badaczy ludność okolic Żarek posługuje się dialektem małopolskim.

## Religia
Na terenie wsi działalność duszpasterską prowadzi Kościół Rzymskokatolicki (parafia św. Stanisława Biskupa i Męczennika).

## Osoby związane z Żarkami
- Franciszek Hodur – organizator i pierwszy biskup Polskiego Narodowego Kościoła Katolickiego, patriota, publicysta i poeta. W pobliskim Libiążu znajduje się parafialny kościół polskokatolicki pw. Matki Bożej Nieustającej Pomocy wybudowany na początku lat 60. XX wieku przez Polonię amerykańską, jako wotum ufności dla bp Hodura.
- Józef Lelito  – urodzony i pochowany w Żarkach, duchowny rzymskokatolicki, kapelan Narodowej Organizacji Wojskowej, komendant powiatowy NOW w Skawinie, współpracownik emigracyjnej Rady Politycznej, skazany w procesie księży kurii krakowskiej w 1953 r[15].
- Artur Malik – polski perkusista rockowy i jazzowy, który działalność muzyczną rozpoczął z zespołem Lombard. Poza Lombardem grał m.in. z takimi zespołami i artystami jak: Chłopcy z Placu Broni, For Dee, ZanderHaus, Urszula, Pod Budą, Anna Treter, Bluesmobile, Kulturka, Majka Jeżowska, Maciej Zembaty.